# ナチュラルトランペット
ナチュラルトランペット（英: Natural trumpet）は、倍音列の音を演奏できるバルブを持たない金管楽器の一種である。

## 歴史
ナチュラルトランペットは意思疎通（例えば野営地の解散、退却など）を容易にするための軍隊楽器として使用された。
後期バロック時代以前から、ナチュラルトランペットは西洋芸術音楽に受け入れられていた。例えば、16世紀のヴェネツィアの式典音楽においてトランペットアンサンブルが広範に使用された証拠が存在する。アンドレーア・ガブリエーリとジョヴァンニ・ガブリエーリのどちらも特にトランペットのための音楽を作曲しなかったものの、その技術的な可能性を熟知していただろう。
その後、初期バロック作曲家ジローラモ・ファンティーニといった才能豊かな奏者らは、極めて高音域での演奏と第11倍音と第13倍音の音の「リッピング」（すなわち、アンブシュアを使ってそれらの不純な倍音を半音下げたり、半音上げたりすること）によって、ナチュラルトランペットで長音階と短音階（したがって、アルペジオではなく実際の旋律）を演奏することが可能であることを示した。最も才能のある奏者らはこの技術（例えばナチュラルCをリッピングでBに下げたりする）によって倍音列以外の特定の半音を出すことさえも可能であったが（ドイツではこの技術はHeruntertreibenと呼ばれた）、これらの音は大抵は一時的な経過音として使われた。その他の「不純な」倍音（第7および第14倍音など。これらはC調の楽器ではB♭であるが、音程が非常に低い）はほとんどの作曲家によって避けられたが、それらの妙な音質が宗教作品に付随する文章を補完するような場合などに、意図的に使用されることがあった。

ナチュラルトランペットの倍音列の一般的に使用される音域（第3倍音から第16倍音まで）。実際には、より低い倍音が使用されることはなく、第16倍音以上の音程が必要とされることはごくまれであった。塗りつぶされている音は、本質的にフラットな音であり、唇を使って音程を上げなければならない。例外は第11倍音で、Fを出すためには下に、F♯を出すためには上に唇で音程を調整しなければならない。自然倍音列以外の半音は、隣接する上の倍音を半音下げて出される。

アントニオ・ヴィヴァルディ、ゲオルク・フィリップ・テレマン、ゲオルク・フリードリヒ・ヘンデル、ヨハン・ゼバスティアン・バッハといったバロック時代の作曲家らは、宗教作品、オーケストラ作品、また独奏作品でもトランペットを頻繁に使用した。これらのトランペットパートの多くはナチュラルトランペットで演奏するには技術的にかなり難しく、ゴットフリート・ライヒ（バッハの首席トランペット奏者でこの時代の有名な絵画の題材）あるいはバレンタイン・スノー（ヘンデルは有名なトランペットパートのいくつかを彼のために作曲した）といった具体的なヴィルトゥオーソ奏者を念頭に置いてしばしば作曲された。実際、高度な技術を持ったトランペット奏者は、この時代珍重され、高い尊敬を受け、音楽パトロンから熱心に求められた。
バロック期のトランペットパートの大多数はC調あるいはD調のナチュラル楽器のために書かれたが、時折例外もあった。例えば、J・S・バッハはカンタータ第5番と第9番においてB♭管のトランペットを、『マニフィカト』ではE♭管のトランペットを、そして最もよく知られているように『ブランデンブルク協奏曲第2番』ではハイFのソロトランペットを要求した。18世紀には、ナチュラルトランペットで利用可能な音の制限を克服するため、様々な試みが成された。早くもバッハの時代には、マウスピースと楽器本体の間にクルック（継ぎ足し管）が導入され、楽器の音高を下げ、様々な調性で使用できるようになった。18世紀後半、キイで覆われた側孔とスライド機構が試された。その後、ウィーンの宮廷トランペット奏者アントン・ヴァイディンガーは5キイトランペットを考案した。しかしながら、側孔が円筒形ボアを持つ楽器においてくぐもった音を引き起こすため（コルネットおよびビューグルといった円錐形ボアを持つ楽器ではうまく機能する）、これらの実験は完全には成功しなかった。
ナチュラルトランペットは古典派時代からロマン派初期に至るまで使用され続けた。しかし、音楽様式の変化と十分な能力を持った演奏家の不足に伴い、バロック音楽の典型的な高音、華美、複雑なパートに終止符が打たれた。ミヒャエル・ハイドン、レオポルト・モーツァルト、ヨハン・メルヒオール・モルターといった数名の過渡期の作曲家らは、初期古典派時代にナチュラルトランペットのための協奏曲を書いた。実際、ハイドンとモルターの協奏曲は、技術的な要求という点では、ナチュラルトランペットの頂点を表していると言えるだろう。これらには交響作品のトランペットのために書かれた最高音のいくつかが含まれている（ハイドンの場合は、ナチュラル楽器の第24倍音であるハイCの上のGが含まれている）。 しかし、その後何十年にもわたって、オーケストラのトランペットは基本的な和声（多くのトランペット奏者が嘲笑的に「ドンとバン」と呼ぶもの）とファンファーレのようなパッセージ（走句）で構成されており、旋律はほとんどなかった。いくつかの注目すべき例外も存在した。モーツァルトの『交響曲第39番変ホ長調』では、冒頭の主題をトランペットが奏でる。ハイドンの『交響曲第103番変ホ長調』（「太鼓連打」）では、4楽章全てにおいてトランペットがしばしば旋律を描く。あるいは、ベートーヴェンの『交響曲第9番』では、トランペットは作品のフィナーレにおいて有名な「歓喜の歌」の旋律を重ねる。ヨーゼフ・ハイドンとヨハン・ネポムク・フンメルが有名な協奏曲を作曲したキイ付きトランペットの開発が短期間試みられた後、より汎用性の高いバルブトランペットの開発（1815年頃）は、西洋音楽におけるナチュラルトランペットのやがて来る終焉を意味した。ナチュラルトランペットは20世紀になって復活した。19世紀前半には、バルブのないナチュラルトランペットとバルブ付きトランペット（コルネットも）がオーケストラにおける位置を競い合っており、バルブ付きトランペットがオーケストラの中での地位を確立したのは19世紀後半になってからのことだった。例えば、1843年になっても、ワーグナーはオペラ『さまよえるオランダ人』の中で、バルブのないトランペットのパートを書いていた。
ピリオドオーケストラによるバロック期および古典期の作品の今日の演奏では、使用されるトランペットは大抵当時のナチュラル楽器をわずかに変更した複製品である。この複製品には、楽器のイントネーションをより簡単かつ正確に修正するために時代遅れの「トーンホール」（「ベントホール」とも）が追加されている（これらの楽器を純粋な「ナチュラルトランペット」と区別するために「バロックトランペット」と呼ぶという意見の一致が広がっている）。ナチュラルトランペットの復元物に指孔が使われているのは、20世紀初頭にいくつかの博物館の原物に孔を発見したOtto Steinkopfに遡ることができる。しかしながら、これらの孔は大抵「波腹」の位置に設けられており、したがって音程を合わせて演奏できるようにするためのものではなく、音が鳴らないようにするために設計されたものだった。
波節の位置に指孔を持つ現代の復元版は、原物に比べれば完全に本物とは言えないかもしれないが、それにもかかわらず、現代の耳が不慣れなイントネーションの「よじれ」がなしに、ナチュラルトランペットの音に近い音（そしてアンサンブルの中で他の楽器とより容易に調和する能力）を得ることができる。このようなベント付きの楽器は、数十年前からピリオドオーケストラでは当たり前のことであったが、近年ではラ・プティット・バンドといったなアンサンブルや、ジャン＝フランソワ・マドゥフのようなソリストが、純粋なナチュラルトランペットを使った演奏や録音を行っている。
従来の（非ピリオド）オーケストラでは、最高音域のバロック時代のトランペットのパートは、通常、現代のピッコロ・トランペットで演奏される。ピッコロ・トランペットは、音域、アタック、イントネーションがしっかりとしているが、作曲家が念頭に置いていたナチュラルトランペットとは大きく異なる、より明るい音を出す。
ナチュラルトランペットは、長さが2倍近くあるという点で、別のバルブなし金管楽器であるビューグルと区別される。これにより、より高次の倍音（第8倍音から上。音高が互いに近い）を演奏可能な範囲に配置し、全音階の旋律を演奏することが可能となる。対照的にビューグルは、単純なファンファーレや（鎮魂ラッパといった）軍隊の合図を低音域で（通常は第2倍音から第6倍音までの倍音のみを利用して）演奏するのに便利で、長三和音の音（例えば、B♭管のビューグルではのB♭、D、Fの音）に根差している。

### 同時代の楽器
現存するトランペットの中で最も優れた例のいくつかは1580年代までさかのぼり、これらはニュルンベルクのアントン・シュニッツァーによって作られた。他の著名なトランペット製作者としては、ニュルンベルクのハインライン家、ニュルンベルクのハース家、ニュルンベルクのエヘ家、ロンドンのウィリアム・ブルがいる。これらの楽器製作者は皆、今で言うところのナチュラルトランペットと呼ばれるものを作っていた。しかしながら、この時代には、これらの楽器は単にトランペットと呼ばれていた。

## 現代の複製品
歴史的な楽器を基にした楽器は、マシュー・パーカー、ノルベルト・ノイバウアー、グラハム・ニコルソン、マルクス・ラケ、ゲルト・ヤン・ファン・デル・ハイデ、トニー・エスパリ(Tony Esparis)、クリスティアン・ボスク、フランク・トメスといった現代の製作者や、アドルフ・エッガー、息子のライナー・エッガーなどが製作している。

## 構成
ナチュラルトランペットにはマウスピースがあり、これはレシーバーに差し込まれる。レシーバーは、ファーストヤードと呼ばれる長い管に、フェルールと呼ばれる短い連結部で取り付けられる。 ファーストヤードはファーストボウ（弓）にフェルールで接続され、次いで別のフェルールとセカンドヤードが接続されている。セカンドヤードは、セカンドボウにフェルールで接続されている。バロックトランペットでは、ベントホールはセカンドヤードの上部、おそらくセカンドボウ上にある。セカンドボウの後には、ベルパイプ、ボール、ベル、ガーランド、ベゼルがある。ベルパイプとファーストヤードは木製ブロックで仕切られており、その上には綴じ紐がある。

## 奏者
存命（2020年時点）の著名なナチュラルトランペット奏者にはドン・スミサーズやジャン＝フランソワ・マドゥフがいる。存命（2020年時点）のバロックトランペット奏者には、Robert Farley、アンナ・フリーマン、アリソン・バルサム、クリスピアン・スティール＝パーキンス、Friedemann Immer、ニクラス・エクルンド、David Blackadder、Will Wroth、John Thiessenがいる。